# Marina Makanza
Marina Makanza (* 1. Juli 1991 in La Tronche, Département Isère) ist eine französische Fußballspielerin.

## Vereinskarriere
Marina Makanza begann mit dem Vereinsfußball als Mädchen beim Mistral FC Grenoble, anschließend bei Grenoble Foot sowie von 2005 bis 2008 bei Claix FF. An ihrem siebzehnten Geburtstag wechselte die Angreiferin oder offensive Mittelfeldakteurin zum Erstdivisionär Racing Club Saint-Étienne und schloss sich mit dessen Frauschaft ein Jahr darauf der AS Saint-Étienne an. 2010 verpflichtete sie der SC Freiburg, der gerade in die Südstaffel der 2. Bundesliga abgestiegen war; dort wurde sie in 16 Spielen eingesetzt und schoss fünf Tore. Zur Saison 2011/12 stieg sie mit den Breisgauerinnen, in deren Reihen mit Stéphanie Wendlinger eine weitere Französin spielt, aber prompt wieder in die erste Spielklasse auf. Dort wurde sie in 18 der 22 Punktspiele eingesetzt und erzielte dabei drei Treffer. Im Sommer 2013 kehrte sie nach Frankreich zurück, wo sie sich dem HSC Montpellier anschloss. Nach zwei Jahren im Languedoc, wo Makanza in 39 Punktspielen 12 Tore erzielte, kehrte sie im Sommer 2015 in die Bundesliga zurück und unterschrieb bis 2017 beim 1. FFC Turbine Potsdam. Am 5. Februar 2016 löste sie ihren Vertrag bei Potsdam wegen Streitigkeiten mit der Vereinsführung auf und unterschrieb fünf Wochen später bei FF Nîmes Metropole. Für ihren neuen Verein debütierte sie Mitte März 2016 im Punktspiel gegen die AS Saint-Étienne, in dem sie auch gleich eine Torvorlage gab.
Nach Nîmes' Abstieg schloss sie sich im Sommer 2016 dem Juvisy FCF an, der zwölf Monate später mit dem Paris FC fusionierte. Von 2019 bis 2021 gehörte sie zum Ligakader des FC Fleury, wechselte anschließend in die zweite Liga zu Olympique Marseille. Einen nationalen Titel hat sie bisher weder in Frankreich noch in Deutschland gewinnen können. 2023/24 stürmte Marina Makanza für die Frauen der AS Monaco in der vierten Liga.

## In der Nationalelf
In den französischen Auswahlteams hat Marina Makanza bereits zahlreiche internationale Erfahrungen gesammelt: 25 Spiele (11 Tore) in der U-17, 18 Spiele (3 Tore) in der U-19 und 4 Spiele mit ebenso vielen Treffern in der U-20. 2008 stand sie in Frankreichs Aufgebot bei der U-17-Weltmeisterschaft in Neuseeland, und 2010 hat sie mit dem französischen U-20-Nationalteam an der Jahrgangsweltmeisterschaft in Deutschland teilgenommen, dort alle drei Vorrundenspiele bestritten und dabei drei der vier französischen Tore geschossen. Dennoch mussten die Französinnen damals, wenn auch nur aufgrund der schlechteren Tordifferenz gegenüber Kolumbien, die vorzeitige Heimreise antreten. Dafür gewann sie bei der U-19-Europameisterschaft 2010 in Mazedonien mit der französischen Elf den Titel, wobei sie in allen fünf Begegnungen in der Startformation stand und zwei Treffer erzielte.
Im Februar 2012 hatte Trainer Bruno Bini Marina Makanza erstmals in sein 20er-Aufgebot der A-Nationalelf berufen, mit dem er am Turnier auf Zypern teilnahm. Makanza stand dort in einem Kader mit mehreren ihrer Mitspielerinnen bei den internationalen Jugend- und Juniorinnen-Meisterschaften, so Laëtitia Philippe, Kelly Gadéa und Camille Catala. Auf Zypern bestritt sie gegen die Schweizerinnen am 28. Februar 2012 ihr erstes A-Länderspiel. Sie gehörte zudem zum französischen Olympiaaufgebot 2012, wenn auch nur als „Nachrückerin“.
Unter Binis Nachfolger Philippe Bergeroo wurde sie regelmäßiger eingesetzt und hat es inzwischen auf 15 Begegnungen gebracht, bisher noch ohne Torerfolg und ganz überwiegend als Ergänzungsspielerin. (Stand: 22. Mai 2015) Im Frühjahr 2015 trat sie für die französische B-Elf beim Istrien-Cup an und erzielte dort in vier Begegnungen zwei Treffer. Im französischen WM-Kader fand sie aber keine Berücksichtigung, sondern stand lediglich als „Nachrückerin für eine Nachrückerin“, die sich kurz vor Turnierbeginn verletzt hatte, in Bereitschaft.

## Palmarès
- Französische Landespokalfinalistin: 2015
- U-19-Europameisterin: 2010